# Верховный совет этнических эллинов
«Верховный совет этнических эллинов» (греч. «Ύπατο Συμβούλιο των Ελλήνων Εθνικών», «Ýpato Symvoúlio to̱n Ellí̱no̱n Ethnikó̱n») — некоммерческая организация, основанная в Греции в 1997 год, исповедующая эллинизм (греческое неоязычество). Основная цель — защита и восстановление древнегреческой религии в современном греческом обществе.

## Общая характеристика
По оценкам самой группы, около 2000 греков исповедуют эллинизм, а около 100 тысяч испытывают к нему «некоторый интерес» Последователи эллинизма сталкиваются с различной дискриминацией в Греции, где преобладает православное население. Одна из основных целей ВСЭЭ — добиться юридического признания эллинизма.
ВСЭЭ является одним из основателей Европейского конгресса этнических религий (ЕКЭР). В июне 2004 года она провела седьмой конгресс. ВСЭЭ также была членом программы действий Европейского Союза по борьбе с дискриминацией.

## За пределами Греции
В 2007 году в США члены ВСЭЭ основали «Эллинский совет ВСЭЭ Америки» («Hellenic Council YSEE of America»), который в настоящее время является признанной некоммерческой организацией. Расположен в Астории — Нью-Йоркском районе с большой греко-американской общиной.

## Учение
Боги возникли из «Истинного бытия» как простое деление самих себя на отдельные сущности, и по этой причине они сохраняют все качества этого бытия, а именно бессмертие, бесконечность и знание. Боги устанавливают и поддерживают единство и порядок Космоса. Они всецело наполняют мир, влияя на него. Они подчиняются естественным законам и участвуют в вечном возрождении, непрерывном синтезе и разложении форм. Боги совершенны, добродетельны, бессмертны, неизменны, безграничны, справедливы, всемудры, вечны, неличностны и бесплотны, объединяют и пронизывают всю материю.

## Практики

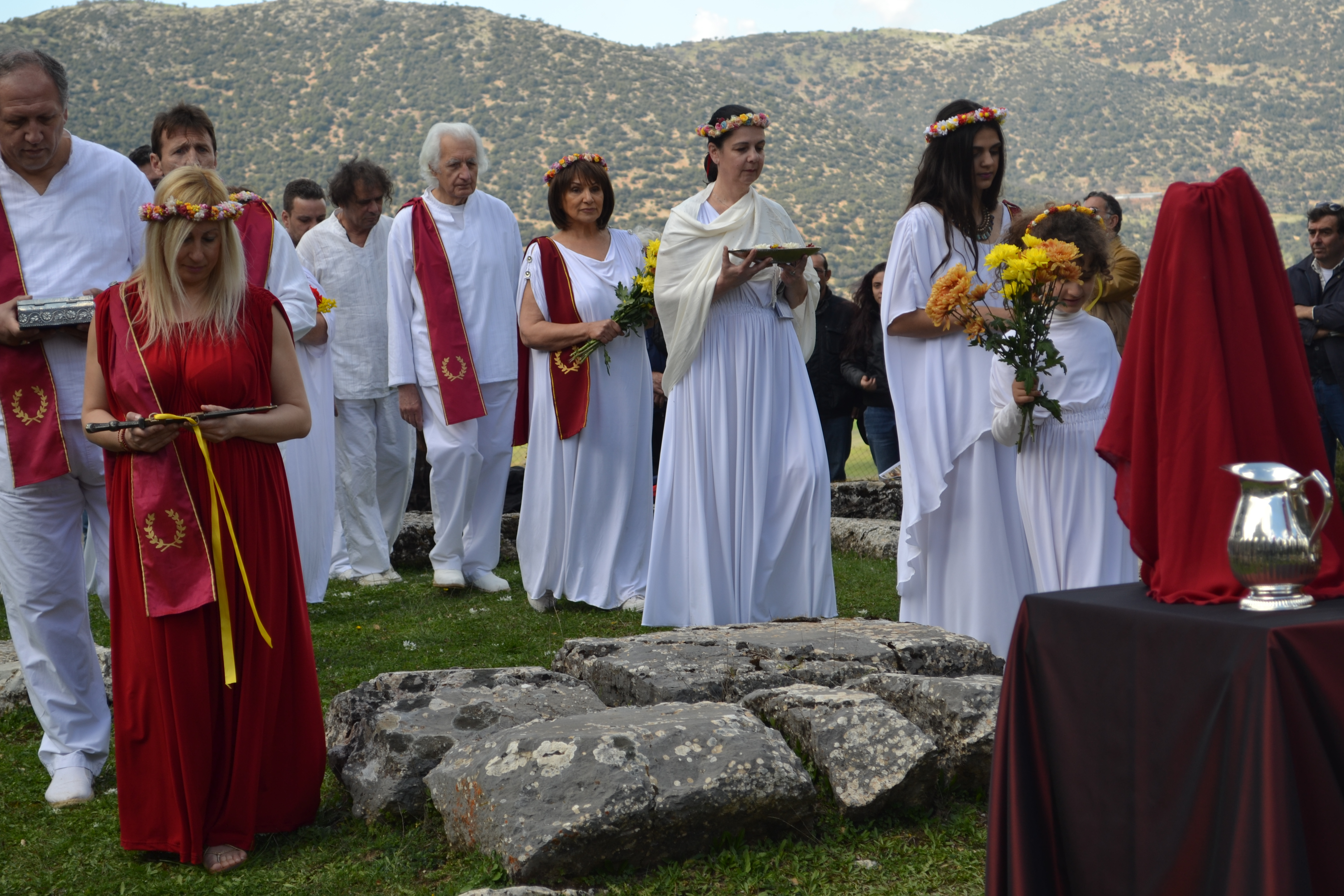
Члены ВСЭЭ на ритуале весеннего равноденствия в древнем храме богини Артемиды на Пелопоннесе, 2016

### Алтари
Последователи эллинизма проводят свои ритуалы на алтарях или очагах, в зависимости от природы божеств. Для олимпийских богов используются алтари, которые представляют собой освящённые поверхности над землёй. Для хтонических божеств и духов предков эллинисты используют очаги — освящённые поверхности на земле или в ямах. В эллинизме алтарь — самое священное место, обитель божества: «там, где алтари, там и боги». По своей природе алтари являются убежищами, и всякий, кто к ним прикасается, считается неуязвимым, как если бы они «держали за руку богов».

### Статуи
Единственное, что можно приравнять по святости к алтарю у эллинистов — это священная статуя (греч. Άγαλμα). Эллинисты называют статуей любую скульптурную или другую (даже естественную) приятную форму, которая определяется как знак или символ божества. Статуями могут считаться как натуральные формы (например, необработанные камни, метеорит и др.), так и обработанные руками человека и сделанные из любого материала (мрамор, дерево, обычный или драгоценный металл, глина и др.). Чтобы статуя стала пригодна для религиозного поклонения, её нужно освятить в ходе ритуала. После освящения, которое также называют «открытием глаз», статуя будет считаться божественной, как алтарь, а потому обращение с ней должно быть трепетным.